# Сікс-Майл (Південна Кароліна)
Сікс-Майл (англ. Six Mile) — місто (англ. town) в США, в окрузі Пікенс штату Південна Кароліна. Населення — 759 осіб (2020).

## Географія
Сікс-Майл розташований за координатами 34°48′36″ пн. ш. 82°48′42″ зх. д. / 34.81000° пн. ш. 82.81167° зх. д. (34.809977, -82.811551).  За даними Бюро перепису населення США в 2010 році місто мало площу 5,31 км², з яких 5,28 км² — суходіл та 0,03 км² — водойми.

## Демографія
Згідно з переписом 2010 року, у місті мешкало 675 осіб у 277 домогосподарствах у складі 194 родин. Густота населення становила 127 осіб/км².  Було 303 помешкання (57/км²).
Расовий склад населення:
| - 96,9 % — білих - 1,2 % — чорних або афроамериканців - 0,6 % — азіатів |

До двох чи більше рас належало 0,7 %. Частка іспаномовних становила 0,7 % від усіх жителів.
За віковим діапазоном населення розподілялося таким чином: 22,5 % — особи молодші 18 років, 59,4 % — особи у віці 18—64 років, 18,1 % — особи у віці 65 років та старші. Медіана віку мешканця становила 43,2 року. На 100 осіб жіночої статі у місті припадало 95,7 чоловіків;  на 100 жінок у віці від 18 років та старших — 90,9 чоловіків також старших 18 років.
Середній дохід на одне домашнє господарство  становив 69 124 долари США (медіана — 60 208), а середній дохід на одну сім'ю — 83 987 доларів (медіана — 82 946). За межею бідності перебувало 14,8 % осіб, у тому числі 12,5 % дітей у віці до 18 років та 19,5 % осіб у віці 65 років та старших.
Цивільне працевлаштоване населення становило 412 осіб. Основні галузі зайнятості: освіта, охорона здоров'я та соціальна допомога — 29,4 %, мистецтво, розваги та відпочинок — 10,0 %, виробництво — 9,7 %.